# Клочкова, Лариса Петровна
Лариса Петровна Клочкова (укр. Лариса Петрівна Клочкова, род. 15 апреля 1970 года) — украинская спортсменка, бронзовый призёр Параолимпийских игр в Лондоне 2012 года по волейболу сидя.

## Биография
Мастер спорта Украины международного класса. C 1998 года занимается в секции волейбола Днепропетровского областного центра «Інваспорт».
Бронзовый призёр чемпионата мира 2010 года (США), чемпионка Европы 2011 года (Нидерланды), многократная призёрка чемпионатов Европы и кубков мира и Европы.
Бронзовый призёр Летних Параолимпийских игр 2012 года в Лондоне.
Работает воспитателем общежития строительно-монтажного эксплуатационного управления № 5 Приднепровской железной дороги.

## Награды
- Орден княгини Ольги III степени (17 сентября 2012 года) — за достижение высоких спортивных результатов на XIV летних Паралимпийских играх в Лондоне, проявленные мужество, самоотверженность и волю к победе, подъем международного авторитета Украины[3]
- Поощрительное отличие Днепропетровской облгосадминистрации — памятная медаль «За весовой вклад в развитие Днепропетровской области» (2012 год)[4].

## Семья
Замужем, имеет сына.